# Kateřina – mokřad
Kateřina – mokřad je přírodní památka v katastrálním území Modlany v okrese Teplice. Důvodem ochrany je evropsky významná lokalita s evropsky významným druhem kuňka obecná (Bombina bombina) a dalšími obojživelníky.